# Jiří Gruša
Jiří Gruša, né le 10 novembre 1938 à Pardubice et mort le 28 octobre 2011, est un écrivain, poète, traducteur, homme politique et diplomate tchèque.

## Formation
Il étudie l'histoire et la philosophie à l'université Charles de Prague. Il travaille ensuite comme rédacteur pour les magazines Tvář (Le visage), Sešity (Les cahiers) ou bien Nové knihy (Les nouveaux livres).

## Pendant la Normalisation
Après le printemps de Prague, pendant la « Normalisation », Jiří Gruša n'a plus le droit de publier. Il va même quelque temps en prison à cause de son roman Mimmer. Il exerce alors différents métiers, et prend part à de nombreuses publications Samizdat. En 1978, il est à nouveau emprisonné deux mois pour la publication d'un roman.
Il signe la Charte 77 et est contraint à l'émigration.
En 1980, il obtient une bourse pour étudier aux États-Unis. Sous Gustáv Husák, le régime communiste lui retire sa nationalité lorsqu'il revient en Tchéquie, en 1981. Jiří Gruša s'installe en Allemagne, à Bonn, où il travaille comme écrivain et aide la littérature tchécoslovaque.

## Après laRévolution de velours

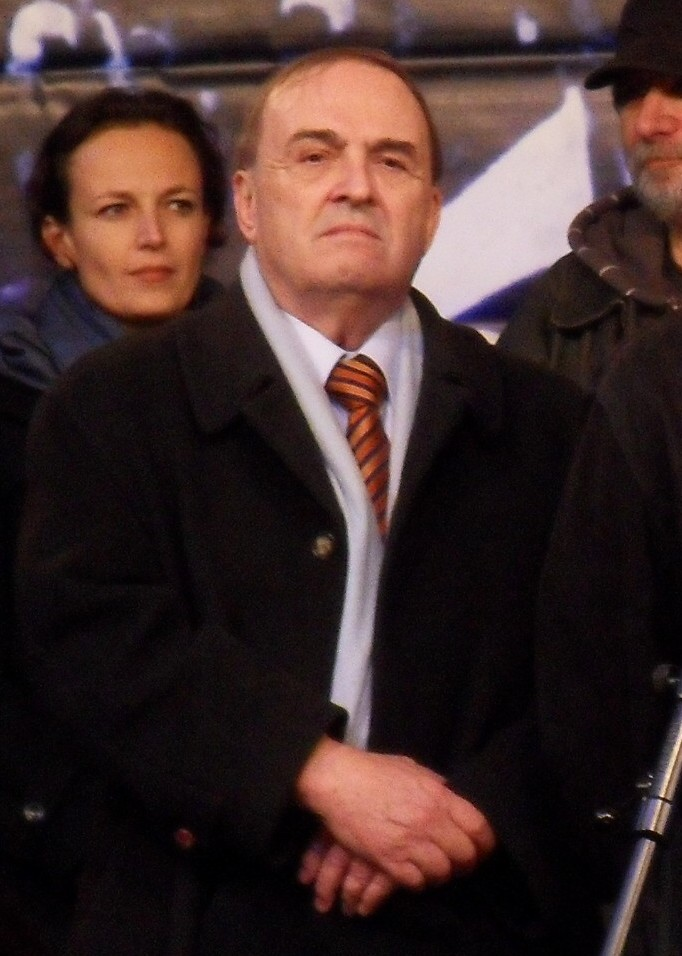
Jiří Gruša en novembre 2009.

Après la chute du communisme, il devient ambassadeur de la République tchèque en Allemagne de 1991 à 1997 et de l'Autriche de 1998 à 2004.
Il est ministre de l'Éducation de 1997 à 1998, au sein du gouvernement minoritaire de Václav Klaus. Bien qu'il n'appartienne à aucun parti politique, il doit laisser le poste de ministre à Jan Sokol.
Il devient ensuite ambassadeur tchèque en Autriche.
En 2002, il reçoit le prix Jaroslav Seifert. Il est fait chevalier de la Légion d'honneur en 2007.
Jiří Gruša est président du PEN club de mars 2004 à octobre 2009 et directeur de l'Académie diplomatique de Vienne.

## Ouvrages
- Torna (1962)
- Světlá lhůta (1964)
- Cvičení mučení (1969)
- Kudláskovy příhody (1969)
- Mimmer aneb Hra o smraďocha (1972)
- Dámský gambit (1973)
- Modlitba k Janince (1974)
- Dotazník aneb modlitba za jedno město a přítele (1975)
- Dr. Kokeš Mistr Panny (1980)
- Der Babylonwald (1990)
- Wandersteine (1994)
- Gebrauchanweisen für Tschechien (1999)
- Šťastný bezdomovec (2004)
- Umění umírat (2004)